# Gustav Hack
Gustav Hack (* 26. Mai 1900 in Steyr; 25. Mai 1900 laut Eigenangabe; † 23. November 1971 in Bad Hall) war ein österreichischer Politiker der Österreichischen Volkspartei (ÖVP).

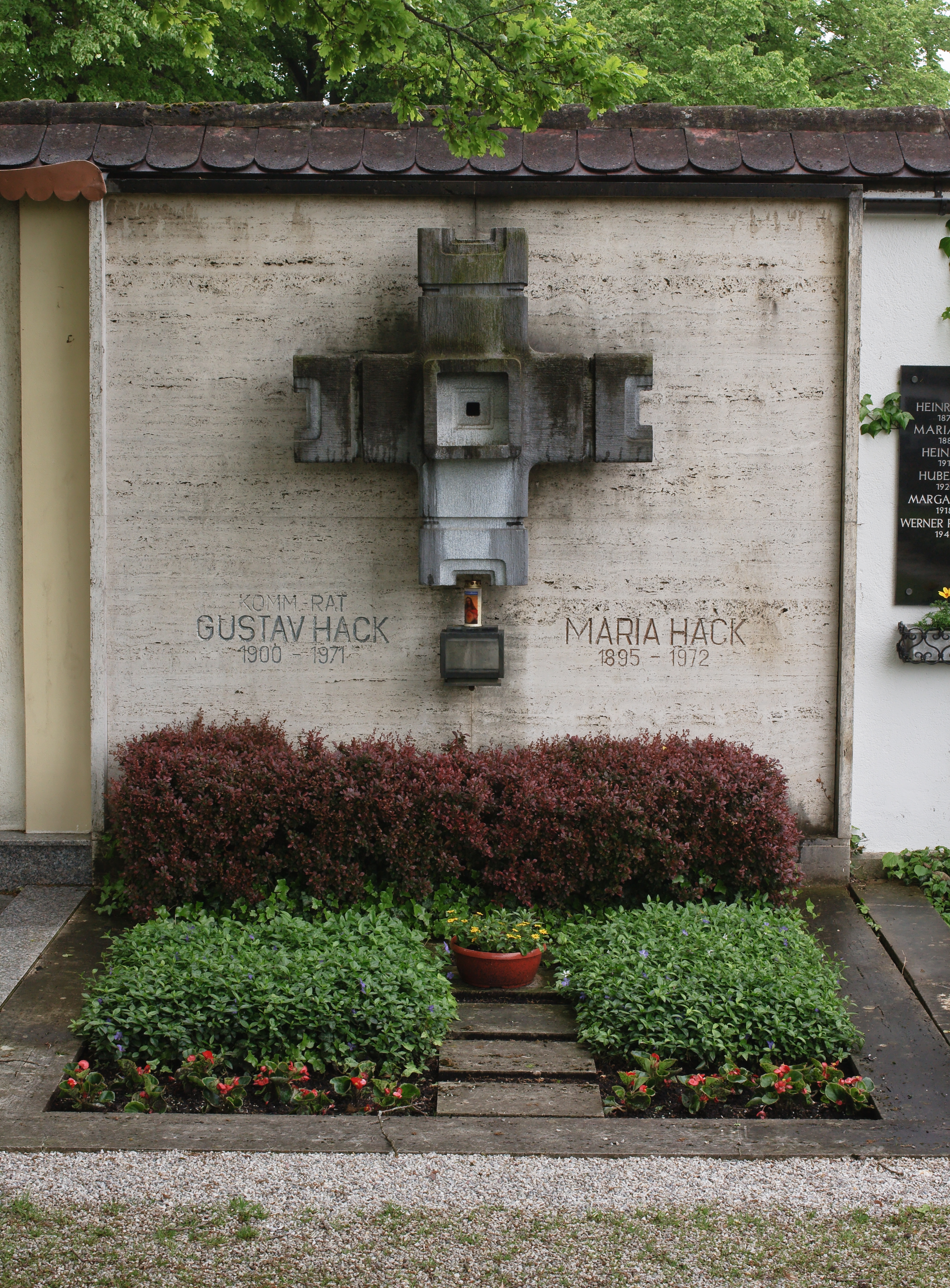
Grab am Steyrer Taborfriedhof

## Ausbildung und Beruf
Nach dem Besuch der Volksschule ging er an eine Unterrealschule und später an eine Bundesgewerbeschule für Maschinenbau, Eisen- und Stahlbearbeitung. Schon 1918 wurde er geschäftsführender Gesellschafter der Messer- und Stahlwarenfabrik Hack-Werke Ges.m.b.H. Später wurde er Kommerzialrat und Industrieller.

## Politische Funktionen
- Vorsitzender der Vereinigung Österreichischer Industrieller, Landesgruppe Oberösterreich
- Kammerrat
- Vizepräsident der Kammer der gewerblichen Wirtschaft Oberösterreich

## Politische Mandate
- 5. November 1949 bis 19. November 1955: Mitglied des Bundesrates (V., VI. und VII. Gesetzgebungsperiode), ÖVP